# Symphyotrichum peteroanum
Symphyotrichum peteroanum là một loài thực vật có hoa trong họ Cúc. Loài này được (Phil.) G.L.Nesom miêu tả khoa học đầu tiên.